# Moseushi
Moseushi (japanska: 妹背牛町?, Moseushi-chō) är en landskommun (köping) i Hokkaido prefektur i Japan. 